# Wielersport op de Olympische Zomerspelen 2016
Wielersport is een van de sporten die beoefend werden tijdens de Olympische Zomerspelen 2016 in Rio de Janeiro, Brazilië. Er stonden achttien onderdelen binnen vier disciplines in de wielersport (baanwielrennen, BMX, mountainbiken en wegwielrennen) op het programma.

## Accommodaties
| Sport          | Accommodatie               | Stadsdeel       | Datum               | Onderdelen | Capaciteit                                       |
| -------------- | -------------------------- | --------------- | ------------------- | ---------- | ------------------------------------------------ |
| Baanwielrennen | Velódromo Municipal do Rio | Barra da Tijuca | 11 t/m 16 augustus  | 10         | 7.500                                            |
| BMX            | Centro Olímpico de BMX     | Deodoro         | 17 t/m 19 augustus  | 2          | 5.000                                            |
| Mountainbiken  | Centro de Mountain Bike    | Deodoro         | 20 en 21 augustus   | 2          | 5.000 zitplaatsen 20.000 staanplaatsen           |
| Wegwielrennen  | Parque do Flamengo         | Copacabana      | 6, 7 en 10 augustus | 4          | 5.000 zitplaatsen Onbeperkt aantal staanplaatsen |

## Onderdelen
Baanwielrennen
Op de baan werd er zowel bij het mannen- als bij vrouwen gestreden op vijf onderdelen. De medailles waren te verdienen op de onderdelen keirin, olympische sprint, omnium, ploegenachtervolging en team sprint.
BMX
In het bmx'en werd er zowel bij de mannen- als bij het vrouwen gesteden op een onderdeel. Beide onderdelen bestonden uit een kwalificatie, in de vorm van een tijdrit, en een knock-outtoernooi waarbij de snelste rijders binnen de afzonderlijke series en rondes streden om de medailles.
Mountainbiken
Bij het mountainbiken omvatte zowel bij de mannen- als de vrouwen een onderdeel, een veldrit (crosscountry).
Wegwielrennen
In het wegwielrennen streden zowel de mannen- als bij de vrouwen op twee onderdelen, de individuele tijdrit en de wegwedstrijd.

## Wedstrijdschema
| S | Kwalificatie / Series | ¼ | Kwartfinale | ½ | Halve finales | F | Finale |

| Datum →                  | 6              | 7              | 8              | 9              | 10             | 11             | 11             | 11             | 12             | 12             | 12             | 13             | 13             | 13             | 14             | 14             | 14             | 15             | 15             | 15             | 16             | 16             | 16             | 17             | 18             | 19             | 19             | 20             | 21             |
| Onderdeel ↓              | 6              | 7              | 8              | 9              | 10             | A              | A              | A              | A              | A              | A              | O              | A              | A              | A              | A              | A              | O              | A              | A              | O              | A              | A              | 17             | 18             | 19             | 19             | 20             | 21             |
| Baanwielrennen           | Baanwielrennen | Baanwielrennen | Baanwielrennen | Baanwielrennen | Baanwielrennen | Baanwielrennen | Baanwielrennen | Baanwielrennen | Baanwielrennen | Baanwielrennen | Baanwielrennen | Baanwielrennen | Baanwielrennen | Baanwielrennen | Baanwielrennen | Baanwielrennen | Baanwielrennen | Baanwielrennen | Baanwielrennen | Baanwielrennen | Baanwielrennen | Baanwielrennen | Baanwielrennen | Baanwielrennen | Baanwielrennen | Baanwielrennen | Baanwielrennen | Baanwielrennen | Baanwielrennen |
| ------------------------ | -------------- | -------------- | -------------- | -------------- | -------------- | -------------- | -------------- | -------------- | -------------- | -------------- | -------------- | -------------- | -------------- | -------------- | -------------- | -------------- | -------------- | -------------- | -------------- | -------------- | -------------- | -------------- | -------------- | -------------- | -------------- | -------------- | -------------- | -------------- | -------------- |
| Keirin (m)               |                |                |                |                |                |                |                |                |                |                |                |                |                |                |                |                |                |                |                |                | S              | ½              | F              |                |                |                |                |                |                |
| Olympische sprint (m)    |                |                |                |                |                |                |                |                | S              | S              | S              | ¼              | ½              | ½              | F              | F              | F              |                |                |                |                |                |                |                |                |                |                |                |                |
| Omnium (m)               |                |                |                |                |                |                |                |                |                |                |                |                |                |                | SR             | IA             | AK             | TR             | VR             | PK             |                |                |                |                |                |                |                |                |                |
| Teamsprint (m)           |                |                |                |                |                | S              | ½              | F              |                |                |                |                |                |                |                |                |                |                |                |                |                |                |                |                |                |                |                |                |                |
| Ploegenachtervolging (m) |                |                |                |                |                | S              | S              | S              | ½              | F              | F              |                |                |                |                |                |                |                |                |                |                |                |                |                |                |                |                |                |                |
| Keirin (v)               |                |                |                |                |                |                |                |                |                |                |                | S              | ½              | F              |                |                |                |                |                |                |                |                |                |                |                |                |                |                |                |
| Olympische sprint (v)    |                |                |                |                |                |                |                |                |                |                |                |                |                |                | S              | S              | S              | S              | S              | S              | ¼              | ½              | F              |                |                |                |                |                |                |
| Omnium (v)               |                |                |                |                |                |                |                |                |                |                |                |                |                |                |                |                |                | SR             | IA             | AK             | TR             | VR             | PK             |                |                |                |                |                |                |
| Teamsprint (v)           |                |                |                |                |                |                |                |                | S              | ½              | F              |                |                |                |                |                |                |                |                |                |                |                |                |                |                |                |                |                |                |
| Ploegenachtervolging (v) |                |                |                |                |                | S              | S              | S              |                |                |                | ½              | F              | F              |                |                |                |                |                |                |                |                |                |                |                |                |                |                |                |
| BMX                      |                |                |                |                |                |                |                |                |                |                |                |                |                |                |                |                |                |                |                |                |                |                |                |                |                |                |                |                |                |
| BMX (m)                  |                |                |                |                |                |                |                |                |                |                |                |                |                |                |                |                |                |                |                |                |                |                |                | S              | ¼              | ½              | F              |                |                |
| BMX (v)                  |                |                |                |                |                |                |                |                |                |                |                |                |                |                |                |                |                |                |                |                |                |                |                |                | S              | ½              | F              |                |                |
| Mountainbiken            |                |                |                |                |                |                |                |                |                |                |                |                |                |                |                |                |                |                |                |                |                |                |                |                |                |                |                |                |                |
| Mountainbike (m)         |                |                |                |                |                |                |                |                |                |                |                |                |                |                |                |                |                |                |                |                |                |                |                |                |                |                |                |                | F              |
| Mountainbike (v)         |                |                |                |                |                |                |                |                |                |                |                |                |                |                |                |                |                |                |                |                |                |                |                |                |                |                |                | F              |                |
| Wegwielrennen            |                |                |                |                |                |                |                |                |                |                |                |                |                |                |                |                |                |                |                |                |                |                |                |                |                |                |                |                |                |
| Tijdrit (m)              |                |                |                |                | F              |                |                |                |                |                |                |                |                |                |                |                |                |                |                |                |                |                |                |                |                |                |                |                |                |
| Wegwedstrijd (m)         | F              |                |                |                |                |                |                |                |                |                |                |                |                |                |                |                |                |                |                |                |                |                |                |                |                |                |                |                |                |
| Tijdrit (v)              |                |                |                |                | F              |                |                |                |                |                |                |                |                |                |                |                |                |                |                |                |                |                |                |                |                |                |                |                |                |
| Wegwedstrijd (v)         |                | F              |                |                |                |                |                |                |                |                |                |                |                |                |                |                |                |                |                |                |                |                |                |                |                |                |                |                |                |

Betekenis afkortingen
- (m) = mannen
- (v) = vrouwen
- O = Ochtendsessie
- A = Avondsessie

Betekenis afkortingen omnium
- SR = Scratch race
- IA = Individuele achtervolging
- AK = Afvalkoers
- TR = Tijdrit (500 m vrouwen én 1 km mannen)
- VR = Vliegende ronde
- PK = Puntenkoers

## Medailles

### Baan
| Onderdeel              | Goud | Goud                                                     | Zilver | Zilver                                                                        | Brons | Brons                                                                              |
| ---------------------- | ---- | -------------------------------------------------------- | ------ | ----------------------------------------------------------------------------- | ----- | ---------------------------------------------------------------------------------- |
| Keirin (m)             | GBR  | Jason Kenny                                              | NED    | Matthijs Büchli                                                               | MAS   | Azizulhasni Awang                                                                  |
| Olympische sprint (m)  | GBR  | Jason Kenny                                              | GBR    | Callum Skinner                                                                | RUS   | Denis Dmitrjev                                                                     |
| Omnium (m)             | ITA  | Elia Viviani                                             | GBR    | Mark Cavendish                                                                | DEN   | Lasse Norman Hansen                                                                |
| Ploegachtervolging (m) | GBR  | Steven Burke Ed Clancy Owain Doull Bradley Wiggins       | AUS    | Jack Bobridge Alexander Edmondson Michael Hepburn Callum Scotson Sam Welsford | DEN   | Casper von Folsach Lasse Norman Hansen Niklas Larsen Frederik Madsen Rasmus Quaade |
| Team sprint (m)        | GBR  | Philip Hindes Jason Kenny Callum Skinner                 | NZL    | Eddie Dawkins Ethan Mitchell Sam Webster                                      | FRA   | Grégory Baugé Michaël D'Almeida François Pervis                                    |
|                        |      |                                                          |        |                                                                               |       |                                                                                    |
| Keirin (v)             | NED  | Elis Ligtlee                                             | GBR    | Rebecca James                                                                 | AUS   | Anna Meares                                                                        |
| Olympische sprint (v)  | GER  | Kristina Vogel                                           | GBR    | Rebecca James                                                                 | GBR   | Katy Marchant                                                                      |
| Omnium (v)             | GBR  | Laura Trott                                              | USA    | Sarah Hammer                                                                  | BEL   | Jolien D'Hoore                                                                     |
| Ploegachtervolging (v) | GBR  | Katie Archibald Elinor Barker Joanna Rowsell Laura Trott | USA    | Kelly Catlin Chloé Dygert Sarah Hammer Jennifer Valente                       | CAN   | Allison Beveridge Laura Brown Jasmin Glaesser Kirsti Lay Georgia Simmerling        |
| Team sprint (v)        | CHN  | Gong Jinjie Zhong Tianshi                                | RUS    | Darja Sjmeleva Anastasia Vojnova                                              | GER   | Kristina Vogel Miriam Welte                                                        |

### BMX
| Onderdeel | Goud | Goud          | Zilver | Zilver           | Brons | Brons             |
| --------- | ---- | ------------- | ------ | ---------------- | ----- | ----------------- |
| Mannen    | USA  | Connor Fields | NED    | Jelle van Gorkom | COL   | Carlos Ramirez    |
|           |      |               |        |                  |       |                   |
| Vrouwen   | COL  | Mariana Pajón | USA    | Alise Post       | VEN   | Stefany Hernandez |

### Mountainbike
| Onderdeel | Goud | Goud           | Zilver | Zilver            | Brons | Brons                 |
| --------- | ---- | -------------- | ------ | ----------------- | ----- | --------------------- |
| Mannen    | SUI  | Nino Schurter  | CZE    | Jaroslav Kulhavý  | ESP   | Carlos Coloma Nicolás |
|           |      |                |        |                   |       |                       |
| Vrouwen   | SWE  | Jenny Rissveds | POL    | Maja Włoszczowska | CAN   | Catharine Pendrel     |

### Weg
| Onderdeel        | Goud | Goud                 | Zilver | Zilver            | Brons | Brons                |
| ---------------- | ---- | -------------------- | ------ | ----------------- | ----- | -------------------- |
| Tijdrit (m)      | SUI  | Fabian Cancellara    | NED    | Tom Dumoulin      | GBR   | Chris Froome         |
| Wegwedstrijd (m) | BEL  | Greg Van Avermaet    | DEN    | Jakob Fuglsang    | POL   | Rafał Majka          |
|                  |      |                      |        |                   |       |                      |
| Tijdrit (v)      | USA  | Kristin Armstrong    | RUS    | Olga Zabelinskaja | NED   | Anna van der Breggen |
| Wegwedstrijd (v) | NED  | Anna van der Breggen | SWE    | Emma Johansson    | ITA   | Elisa Longo Borghini |

### Medaillespiegel
| Plaats | Land             | NOC    | Goud | Zilver | Brons | Totaal |
| ------ | ---------------- | ------ | ---- | ------ | ----- | ------ |
| 1      | Groot-Brittannië | GBR    | 6    | 4      | 2     | 12     |
| 2      | Nederland        | NED    | 2    | 3      | 1     | 6      |
| 3      | Verenigde Staten | USA    | 2    | 3      | 0     | 5      |
| 4      | Zwitserland      | SUI    | 2    | 0      | 0     | 2      |
| 5      | Zweden           | SWE    | 1    | 1      | 0     | 2      |
| 6      | België           | BEL    | 1    | 0      | 1     | 2      |
| 6      | Colombia         | COL    | 1    | 0      | 1     | 2      |
| 6      | Duitsland        | GER    | 1    | 0      | 1     | 2      |
| 6      | Italië           | ITA    | 1    | 0      | 1     | 2      |
| 10     | China            | CHN    | 1    | 0      | 0     | 1      |
| 11     | Rusland          | RUS    | 0    | 2      | 1     | 3      |
| 12     | Denemarken       | DEN    | 0    | 1      | 2     | 3      |
| 13     | Australië        | AUS    | 0    | 1      | 1     | 2      |
| 13     | Polen            | POL    | 0    | 1      | 1     | 2      |
| 15     | Tsjechië         | CZE    | 0    | 1      | 0     | 1      |
| 15     | Nieuw-Zeeland    | NZL    | 0    | 1      | 0     | 1      |
| 17     | Canada           | CAN    | 0    | 0      | 2     | 2      |
| 18     | Spanje           | ESP    | 0    | 0      | 1     | 1      |
| 18     | Frankrijk        | FRA    | 0    | 0      | 1     | 1      |
| 18     | Maleisië         | MAS    | 0    | 0      | 1     | 1      |
| 18     | Venezuela        | VEN    | 0    | 0      | 1     | 1      |
| Totaal | Totaal           | Totaal | 18   | 18     | 18    | 54     |

Athene 1896 · 
Parijs 1900 · 
St. Louis 1904 · 
Londen 1908 · 
Stockholm 1912 · 
Antwerpen 1920 · 
Parijs 1924 · 
Amsterdam 1928 · 
Los Angeles 1932 · 
Berlijn 1936 · 
Londen 1948 · 
Helsinki 1952 · 
Melbourne 1956 · 
Rome 1960 · 
Tokio 1964 · 
Mexico-stad 1968 · 
München 1972 · 
Montréal 1976 · 
Moskou 1980 · 
Los Angeles 1984 · 
Seoel 1988 · 
Barcelona 1992 · 
Atlanta 1996 · 
Sydney 2000 · 
Athene 2004 · 
Peking 2008 · 
Londen 2012 · 
Rio de Janeiro 2016 ·
Tokio 2020 ·
Parijs 2024 ·
Los Angeles 2028
Medaillewinnaars: Baanwielrennen · BMX · Mountainbike · Wegwielrennen
Atletiek · Badminton · Basketbal · Boksen · Boogschieten · Gewichtheffen · Golf · Gymnastiek · Handbal · Hockey · Judo · Kanovaren · Moderne vijfkamp · Paardensport · Roeien · Rugby · Schermen · Schietsport · Schoonspringen · Synchroonzwemmen · Taekwondo · Tafeltennis · Tennis · Triatlon · Voetbal · Volleybal · Waterpolo · Wielersport · Worstelen · Zeilen · Zwemmen